# 에르네스토 카스타노
에르네스토 카스타노(이탈리아어: Ernesto Castano erˈnɛsto ˈkastano[*]; 1939년 5월 2일 ~ 2023년 1월 5일)는 이탈리아의 전 프로 축구 선수로, 현역 시절 수비수였다. 그는 현역 시절에 레냐노, 트리에스티나, 그리고 유벤투스에서 활약했고, 유벤투스에서는 몇 차례 국내 대회 우승을 거두었다. 국제 무대에서, 그는 이탈리아 국가대표팀 일원으로 유로 1968을 우승했다.

## 클럽 경력
카스타노는 밀라노 도 치니셀로 발사모 출신이다. 그는 현역 시절에 3개의 이탈리아 구단에서 활동했다: 레냐노, 트리에스티나, 그리고 대부분 기간에 몸담던 유벤투스로, 후자의 구단에서는 국내 대회를 몇 차례 우승했고, 선수단 주장도 역임했다.

## 국가대표팀 경력
국제 무대에서, 카스타노는 이탈리아 국가대표팀에 1959년부터 1969년까지 7번의 경기에 출전했고, 안방에서 열린 유로 1968에 참가했다.

## 축구 외
1968년 7월 3일, 카스타노는 밀라노에 자코모 불가렐리, 산드로 마촐라, 잔니 리베라, 잔카를로 데 시스티, 그리고 자코모 로시는 물론 갓 은퇴하여 변호사가 된 세르조 캄파나와 함께 이탈리아 축구선수 협회(AIC)를 설립했고, 캄파나가 단체장으로 선임되었다.
2023년 1월 5일, 카스타노는 향년 83세로 영면에 들었다.

## 수상
유벤투스
- 코파 이탈리아: 1958–59, 1959–60, 1964–65
- 세리에 A 1959–60, 1960–61, 1966–67

이탈리아
- 유럽 선수권 대회: 1968